# Rumenogrla miš
Rumenogrla miš (znanstveno ime Apodemus flavicollis) je glodavec iz družine Muridae, ki živi tudi v Sloveniji.
Rumenogrla miš je bila kot samostojna vrsta priznana šele leta 1894. Do takrat je taksonomsko spadala v vrsto gozdna miš, od katere pa se loči po značilni rumeni barvi dlake na grlu ter po nekoliko večjih ušesih. Tudi sicer je rumenogrla miš nekoliko večja od gozdne, saj v dolžino meri do 100 mm. Rumenogrla miš je dober plezalec, pogosto pa prezimi v stavbah. Razširjena je v višje ležečih predelih južne Evrope, njen areal pa na sever sega vse do Skandinavije in Velike Britanije.